# 1820-е

## Догађаји и трендови
- 1820. — основана је Либерија.
- 1821. — умро Наполеон.
- 1821. — Мексико је након 11 година рата изборио независност од Шпаније.
- 1821. — Перу је прогласио независност од Шпаније.
- 1821. — у Грчкој је започео рат за независност од Османског царства.
- 1822. — Бразил је прогласио независност од Португала.
- 1825. — у Енглеској је отворена прва модерна железничка пруга.
- 1827. — Грчка је изборила независност од Османског царства.
- 1828. — завршио се Аргентинско-бразилски рат, започет три године раније, који је резултовао независношћу Уругваја од Бразила.

## Наука
- Откривена је фотографија.

## Култура

### Музика
- 1824. — у Бечу је премијерно изведена Бетовенова Девета симфонија.
- 1827. — умро Лудвиг ван Бетовен.